# Songmbenguè
Songmbenguè est un village de la commune de Massock-Songloulou; située dans le département de la Sanaga-Maritime et la région du Littoral au Cameroun.

## Géographie
Localisé à 4° 2' 60 Nord de latitude et 10° 34' 0 Est de longitude, Songmbengué se trouve à 21 km de Massock et à 80 km au Nord d’Edéa.

## Population et infrastructures
Lors du recensement de 2005, la commune comptait 793 habitants. La construction de plusieurs infrastructures socio-économiques sont planifiées dans la localité de Songmbenguè:
- Un barrage hydroélectrique de Songmbenguè est prévu à 15 km en amont du barrage hydroélectrique de Song Loulou[2] sur le fleuve Sanaga avec un potentiel de 950 MW[3].
- Un stade de football d'une capacité de 10 000 places[4]

## Enseignement
La localité compte un établissement secondaire public francophone : le lycée de Songmbengue.

## Cultes
Le village est le siège de la paroisse catholique de Sainte Geneviève de Songmbengué rattachée à la zone pastorale de la Sanaga du diocèse d'Edéa.

## Personnalités liées à Songmbenguè
Plusieurs personnalités sont liées à Songmbenguè notamment. : 
- Samuel Eto’o, international de Football[7]
- Jean-Alain Boumsong, international de Football